# コイレ・シリア

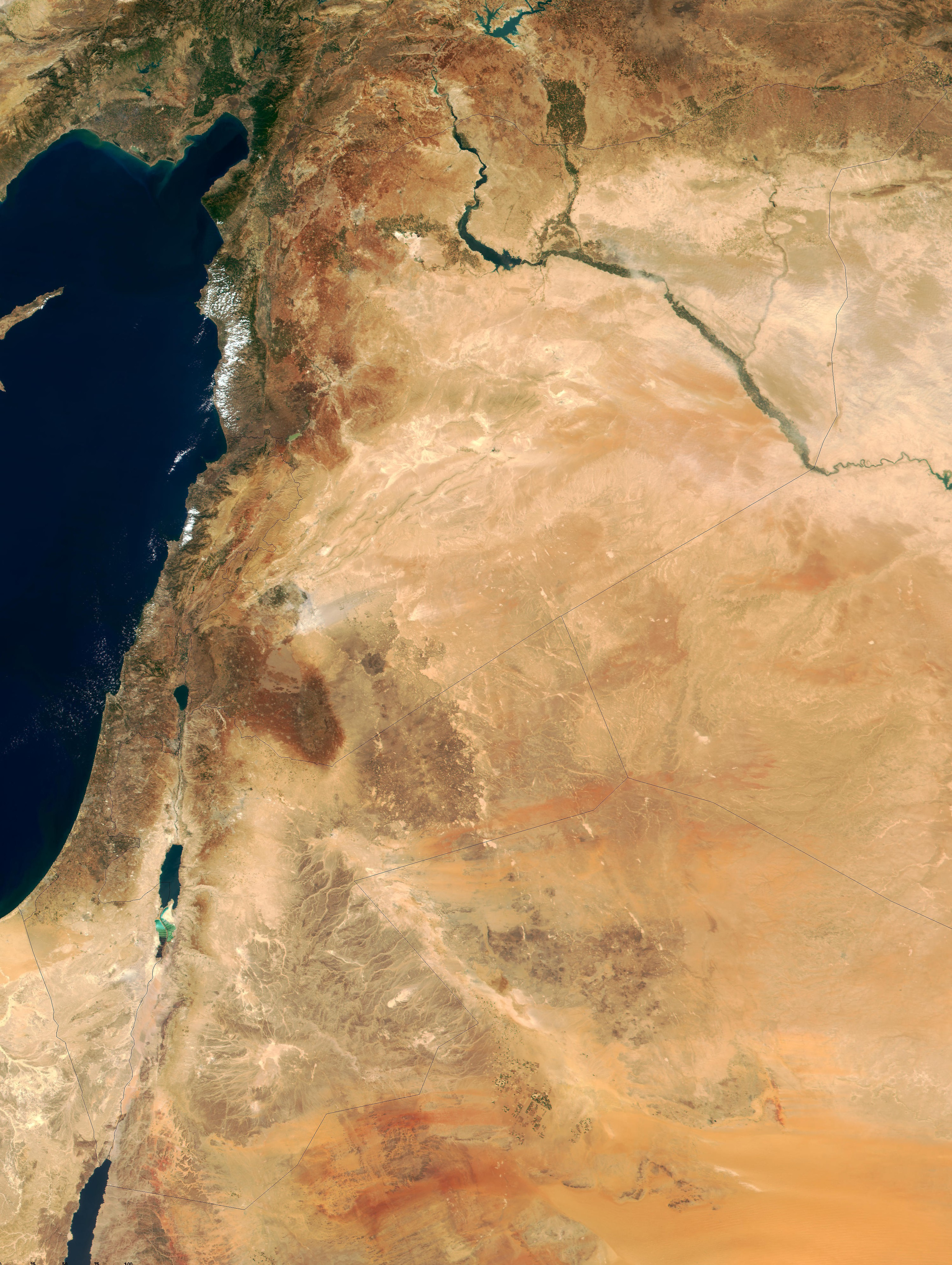
シリア地方

コイレ・シリア（コエレ・シリア、Coele-Syria、ギリシャ語： Κοίλη Συρία、ラテン語： Syria coele）は、シリア地方南部の地方名。ギリシャ語で「くぼんだシリア」（'hollow' Syria）を意味する。より厳密には、コイレ・シリアはレバノン山脈とアンチレバノン山脈にはさまれたベッカー高原（現在のレバノン東部）を指すが、シリア地方のうちユーフラテス川より南の地域全体（フェニキアやユダヤ地方も含む。現在のシリア・アラブ共和国南部およびヨルダン王国、レバノン、イスラエル、パレスチナ）を指すこともある。この意味でのコイレ・シリアは、ヘレニズム期、セレウコス朝シリアとプトレマイオス朝エジプトとの係争地でもあった。

## ディアドコイ戦争とシリア戦争
この地方はかねてから東のメソポタミアやペルシアの勢力と、南のエジプトの勢力の争う地であった。アレクサンドロス3世（大王）は紀元前333年から332年にかけてアケメネス朝などからシリアを奪いエジプトに入った。アレクサンドロス大王没後、彼の後継者（ディアドコイ）の間でディアドコイ戦争が起こり、マケドニア本国・エジプト・メソポタミアの間にあるこの地は多くの戦いの舞台となった。
紀元前320年、アレクサンドロスの部下でエジプトに配置されていた将軍プトレマイオスがまず最初にシリア太守ラオメドンを下し、コイレ・シリアも含むシリア全域を占領した。紀元前315年にディアドコイの一人、隻眼のアンティゴノスが小アジアから東へ領土を拡大し台頭すると、プトレマイオスは反アンティゴノスの同盟に加わったが、コイレ・シリアからは撤退した。紀元前312年、エジプトに逃れていたディアドコイの一人セレウコスとプトレマイオスの連合軍がシリアに侵攻してガザの戦いでアンティゴノスの息子デメトリオスを破ると、プトレマイオスが再度コイレ・シリアを手にした。しかしデメトリオスは部下の反乱を破って態勢を立て直し、またデメトリオスの敗北を受けてアンティゴノスが自らシリアに入ると、プトレマイオスはわずか数ヶ月後でコイレ・シリアから撤退する。しかしこの数カ月の間にセレウコスはバビロンに戻ることができ、セレウコスは命をつなぐことができた。
紀元前302年、ディアドコイの中で最有力となったアンティゴノスを包囲する同盟が形成されるとプトレマイオスも加わり、コイレ・シリアに軍を進めたが、アンティゴノスが戦闘に勝ったという虚報を聞いてまた撤退した。紀元前301年、小アジアのフリュギアでのイプソスの戦いでセレウコスおよびリュシマコスの連合軍がアンティゴノス軍を壊滅させアンティゴノスを戦死させると、プトレマイオスは再びコイレ・シリアを占領した。イプソスの戦いの勝者の間では、コイレ・シリアは勝利に貢献しなかったプトレマイオスではなくセレウコスに割り当てられることになっていたが、セレウコスはコイレ・シリア防衛の戦いを起こそうとはせずプトレマイオスによる占領を黙認した（プトレマイオスの助力でバビロンに逃げることができたことを忘れなかったからと推測されている）。
しかしセレウコスの後継者であるセレウコス朝の王たちはこのような事情には重きを置かず、紀元前274年以来、紀元前168年まで6次にわたるシリア戦争がプトレマイオス朝とセレウコス朝の間で行われた。
- 第1次シリア戦争　（紀元前274年 - 紀元前271年）
- 第2次シリア戦争　（紀元前260年 - 紀元前253年）
- 第3次シリア戦争　（紀元前246年 - 紀元前241年）
- 第4次シリア戦争　（紀元前219年 - 紀元前217年） - ラフィアの戦い
- 第5次シリア戦争　（紀元前202年 - 紀元前195年）
- 第6次シリア戦争　（紀元前170年 - 紀元前168年）

ヘレニズム期にはセレウコス朝などによりギリシア式の都市（ポリス）がコイレ・シリアに多数建設された。その中でも有名なものはデカポリスと呼ばれるダマスカスからヨルダン川東岸に至る都市群である。こうしたギリシャ式都市ではヘレニズム文化が栄えてギリシャ語が話されたが、この地方の住民の多数派はアラム語などを話すナバテア人、アラム人、ユダヤ人などセム系諸民族であった。

## ローマ属州
ローマ帝国時代、シリア地方南部にはシリア属州、アラビア属州、ユダヤ属州が作られた。2世紀末に反乱（ローマ内戦）が起こったが、この反乱に加担したシリア属州は193年に南北に分割され、北にシリア・ポエニケ（Syria Phoenice）、南にシリア・コエレ（Syria Coele）が創設されている。